# Tunnel van Trois-Ponts
De tunnel van Trois-Ponts is een spoortunnel in de gemeente Trois-Ponts. De tunnel heeft een lengte van 345 meter. De dubbelsporige spoorlijn 42 gaat door deze tunnel.
De tunnel van Trois-Ponts is de oudste tunnel van spoorlijn 42. Hij werd in dienst gesteld op 20 februari 1867, bij de opening van de enkelsporige lijn tussen Trois-Ponts en de Luxemburgse grens. Tijdens de Eerste Wereldoorlog werd de tunnel opgeblazen. De Duitsers vormden de enkelsporige lijn om naar dubbelspoor en meteen werd ook de nieuwe tunnel van Trois-Ponts gebouwd. Deze werd op 16 januari 1916 terug in dienst genomen. De tunnelportalen dateren uit die periode en zijn opgetrokken in bruine natuursteen, dezelfde steen die werd gebruikt voor het station Trois-Ponts.